# Aspe
Aspe é um município da Espanha na província de Alicante, Comunidade Valenciana. Tem 70,9 km² de área e em 2021 tinha 21 088 habitantes (densidade: 297,4 hab./km²).

## Demografia
| Variação demográfica do município entre 1991 e 2004 | Variação demográfica do município entre 1991 e 2004 | Variação demográfica do município entre 1991 e 2004 | Variação demográfica do município entre 1991 e 2004 |
| --------------------------------------------------- | --------------------------------------------------- | --------------------------------------------------- | --------------------------------------------------- |
| 1991                                                | 1996                                                | 2001                                                | 2004                                                |
| 16 013                                              | 16 391                                              | 16 631                                              | 17 833                                              |